# Melodic
Melodic er en internationalt daglig internetpublikation om musik med anmeldelser, interviews, kommentarer og nyeder. Det fokuserer på uafhængig musik, men dækker en lang række musikgenrer som rock, pop, folkemusik, jazz, heavy metal, elektronisk musik eksperimentel musik.
Webstedet blev etableret i 1999. Det fokuserer på ny musik, men Melodics journalister anmelder også genudgivne album og bokssæt. Siden udgiver også "best-of" lister årligt, som rangerer de bedste albums fra hvert år.